# Крістіан Кеферштейн
Крістіан Кеферштейн (нім. Christian Keferstein; 20 січня 1784, Галле — 26 серпня 1866, там же) — німецький геолог.
Вивчав право в університеті Галле, в 1815 був радником юстиції, але незабаром вийшов у відставку і присвятив себе виключно геодезії та геології. Книга Кеферштейна «Німеччина з погляду геології» (нім. «Deutschland, geognostisch-geologisch dargestellt»; 7 т., 1821—1831) включала першу загальнонімецьку геологічну карту. Кеферштейн випустив також «Beitrage zur Geschichte und Kenntniss des Basaltes» (спільно з Йоганном Майнеке, Галле, 1819), «George des Erdkörpers» (2 т., 1834), «Geschichte und Literatur der Geognosie» (1840), «Mineralogia polyglotta» (1849).